# Manuel Armangué
Manuel Armangué Feliu (Barcellona, 14 aprile 1901 – Ginevra, 14 agosto 1985) è stato un pallanuotista spagnolo.
Ha fatto parte della Spagna che ha partecipato al torneo di pallanuoto ai Giochi di Anversa 1920.